# Werner Knaust
Werner Knaust (* 3. November 1924) ist ein ehemaliger deutscher Fußballspieler und Fußballtrainer. Von 1954 bis 1956 spielte er für Einheit Ost / Rotation Leipzig in der DDR-Oberliga, der höchsten Spielklasse im DDR-Fußball. Anschließend war er als Trainer bei verschiedenen Mannschaften, auch in der zweitklassigen DDR-Liga, tätig.

## Sportliche Laufbahn
Bis zum Ende der Saison 1953/54 spielte Werner Knaust in der Fußballmannschaft der Betriebssportgemeinschaft (BSG) Einheit in Arnstadt, zuletzt in der drittklassigen Bezirksliga. Zur Saison 1954/55 wechselte er zum Oberliga-Aufsteiger BSG Einheit Ost Leipzig, der im Laufe der Spielzeit in den neu gegründeten SC Rotation Leipzig integriert wurde. Knaust wurde in allen 26 Oberligaspielen eingesetzt und spielte in der Regel als zentraler Abwehrspieler. In dieser Saison schoss Knaust am 5. Spieltag noch für die BSG Einheit Ost beim 1:0-Sieg gegen Motor Zwickau auch sein einziges Oberligator. Als im Herbst 1955 eine Übergangsrunde mit 13 Spielen zum Übergang zur Kalenderjahrsaison ausgetragen wurde, fehlte Knaust lediglich in einer Begegnung. Mit 31 Jahren startete er im März 1956 in seine letzte Oberligasaison, in der er erneut auf seiner Stammposition alle 26 Punktspiele bestritt. Zuvor war er bereits im ersten Messepokalspiel der Fußball-Stadtauswahl Leipzig aufgeboten worden, das die Leipziger am 6. März 1956 mit 6:3 gegen den FC Lausanne-Sport gewannen. Nach Abschluss der Oberligasaison 1956 beendete Knaust seine Laufbahn beim SC Rotation Leipzig.
Zur Saison 1957 schloss sich Knaust dem Bezirksligisten Motor Suhl an. Dort war er zunächst als Spielertrainer aktiv und verhalf Suhl zum Aufstieg in die drittklassige II. DDR-Liga. Nachdem er einige Jahre als Bezirkstrainer in Suhl tätig gewesen war, übernahm er in der Rückrunde der Spielzeit 1965/66 die zweitklassige DDR-Liga-Mannschaft von Motor Eisenach. Er führte die Eisenacher zum Saisonende vom 13. auf den 11. Platz. 1967 erreichte er mit der Mannschaft erneut Platz 11. Als Motor Eisenach zum Ende der Hinrunde 1967/68 auf dem vorletzten Tabellenplatz gelandet war, musste Knaust sein Amt aufgeben. Im Sommer 1968 übernahm er den DDR-Liga-Aufsteiger BSG Kali Werra Tiefenort, mit dem er zum Abschluss der Spielzeit 1968/69 knapp den Klassenerhalt schaffte. Anschließend wechselte er erneut zu einem Aufsteiger in die DDR-Liga. Bei Motor Nordhausen-West war er für zwei Spielzeiten als Trainer tätig und erzielte in der Saison 1970/71 mit Platz drei der Nordhäuser sein bestes Ergebnis als Trainer. Trotzdem nahm er wieder einen Wechsel vor und wurde zur Saison 1971/72 Trainer der 2. Mannschaft des FC Karl-Marx-Stadt. Er führte die Reserve sofort von der Bezirksliga in die DDR-Liga, wo sie 1973 unter zwölf Mannschaften Platz acht erreichte. Eine Spielzeit später stiegen die Karl-Marx-Städter unter Knaust wieder in die Bezirksliga ab. Danach tauchte Knaust nicht mehr in den höherklassigen Ligen auf.